# Drvar
Drvar (em sérvio:  Дрвар) é uma cidade e município localizado no Cantão 10 da Federação da Bósnia e Herzegovina, uma entidade da Bósnia e Herzegovina. O censo de 2013 registrou o município com uma população de 7.036 habitantes.  Está situada no oeste da Bósnia e Herzegovina, na estrada entre Bosansko Grahovo e Bosanski Petrovac, e também perto de Glamoč .
Drvar fica em um vasto vale, na parte sudeste da Bosanska Krajina, entre as montanhas Osječanica, Klekovača, Vijenca e Šator dos Alpes Dináricos. O lado sudeste da fronteira se estende do Šator sobre o Jadovnik, o Ujilica e desce até o Lipovo e o Rio Una.
Esta região extremamente montanhosa que compreende a cidade de Drvar e as inúmeras aldeias vizinhas cobre aproximadamente 1.030km2. A cidade em si se espalha principalmente pelo lado esquerdo do rio Unac, e sua altitude é de aproximadamente 480m.

## Nome
A palavra Drvar vem da palavra eslava drvo, que significa "madeira".  Durante o período da República Socialista Federativa da Iugoslávia, Drvar foi nomeado Titov Drvar em homenagem a Josip Broz Tito.

## História

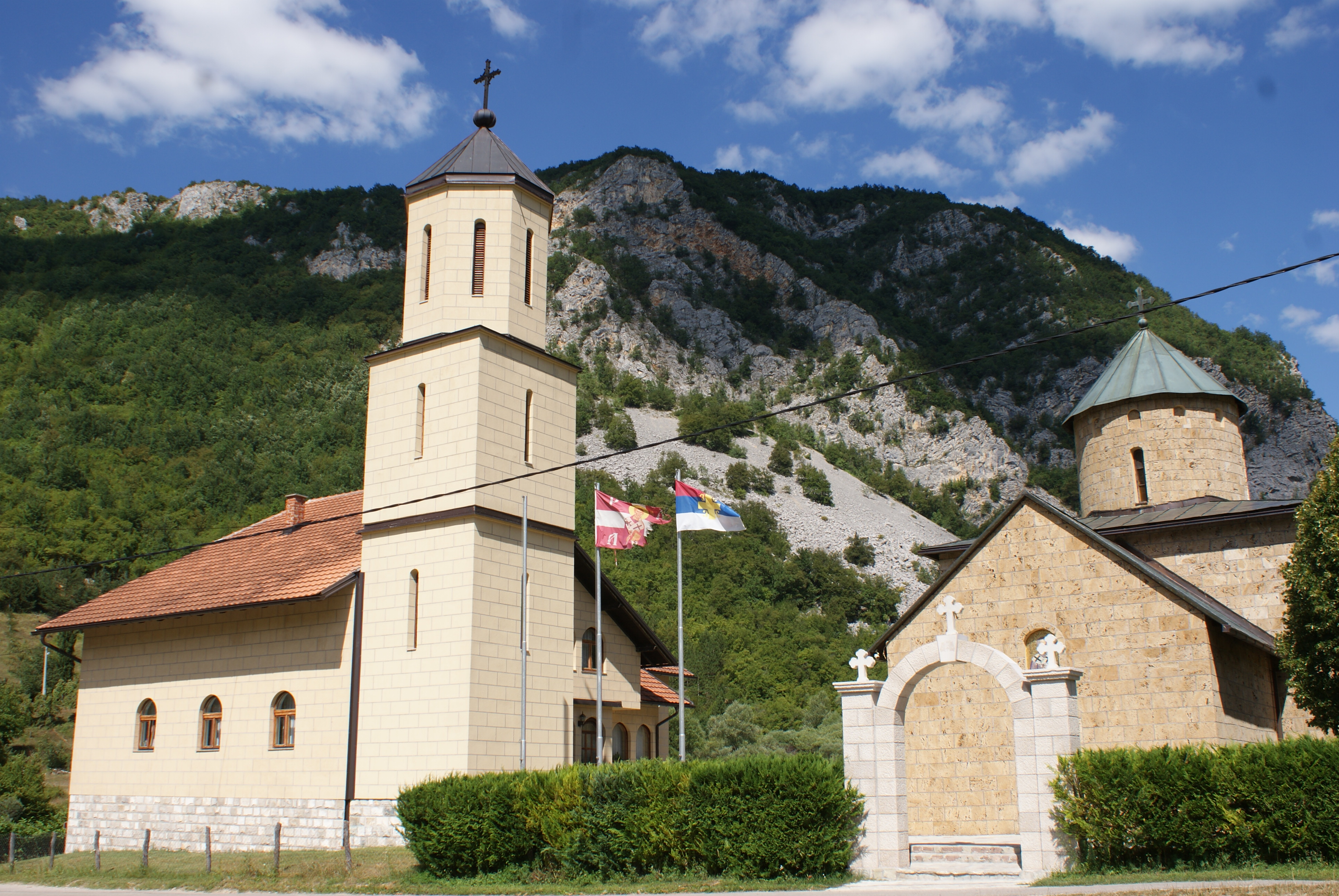
Mosteiro de Rmanj do século XVI

### História antiga
Os primeiros escritos sobre Drvar datam do século IX. Na primeira metade do século XVI (aproximadamente 1530), os moradores desta área, sob a liderança de um Vojnović de Glamoč, migraram para os arredores de Zagreb (Metlika Zumberak e quatro aldeias vizinhas). A maior área foi povoada na época romana, como evidenciado pelos vestígios de estradas romanas. 

### Domínio Austro-Húngaro
Em 1878, Drvar, junto com o resto da Bósnia e Herzegovina, foi subjugada ao domínio austro-húngaro. Por volta de 1893, o industrial alemão Otto von Steinbeis arrendou o direito de explorar florestas de abetos e abetos nas montanhas de Klekovača, Lunjevače, Srnetica e Osječenica. A Steinbeis operou na área até 1918, quando, após a Primeira Guerra Mundial, a empresa foi assumida pelo novo estado iugoslavo. Durante os 25 anos em que Steinbeis operou na área, ele criou a infraestrutura completa para o processamento de produtos florestais, incluindo a construção de modernas serrarias em Drvar e Dobrljin, a construção de uma rede de estradas, 400km de ferrovia de bitola estreita, linhas telefônicas e telegráficas.  Durante esse período, Drvar cresceu e se tornou uma cidade industrial, empregando aproximadamente 2.800 pessoas, na qual foram construídas casas, hospitais, restaurantes, cafés e lojas de varejo. Fábricas adicionais surgiram em Drvar, incluindo uma fábrica de celulose fundada por Alphons Simunius Blumer. 
Por fim, as más condições de trabalho levaram às primeiras greves organizadas em Drvar, em 1906. Essas greves continuaram até 1911, quando o Império Austro-Húngaro proibiu tais atividades. 

### Reino da Iugoslávia
Em 1918, o Império Austro-Húngaro entrou em colapso, seguido pela ascensão do Reino dos Sérvios, Croatas e Eslovenos, mas isso não ajudou na situação dos trabalhadores em Drvar, que se organizaram melhor e entraram em greve novamente em 1921. 
De 1929 a 1941, Drvar fez parte da Banovina de Vrbas do Reino da Iugoslávia. Em 1932, uma crise econômica resultou na demissão de 2.000 trabalhadores. 

### Segunda Guerra Mundial

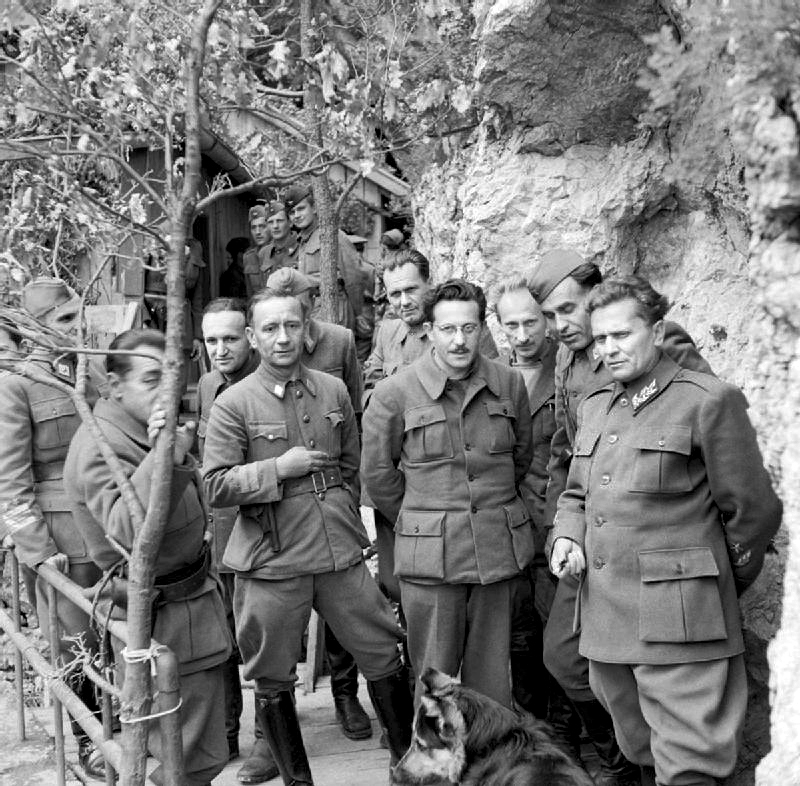
Marechal Tito (à direita) com seu gabinete em Drvar, 1944

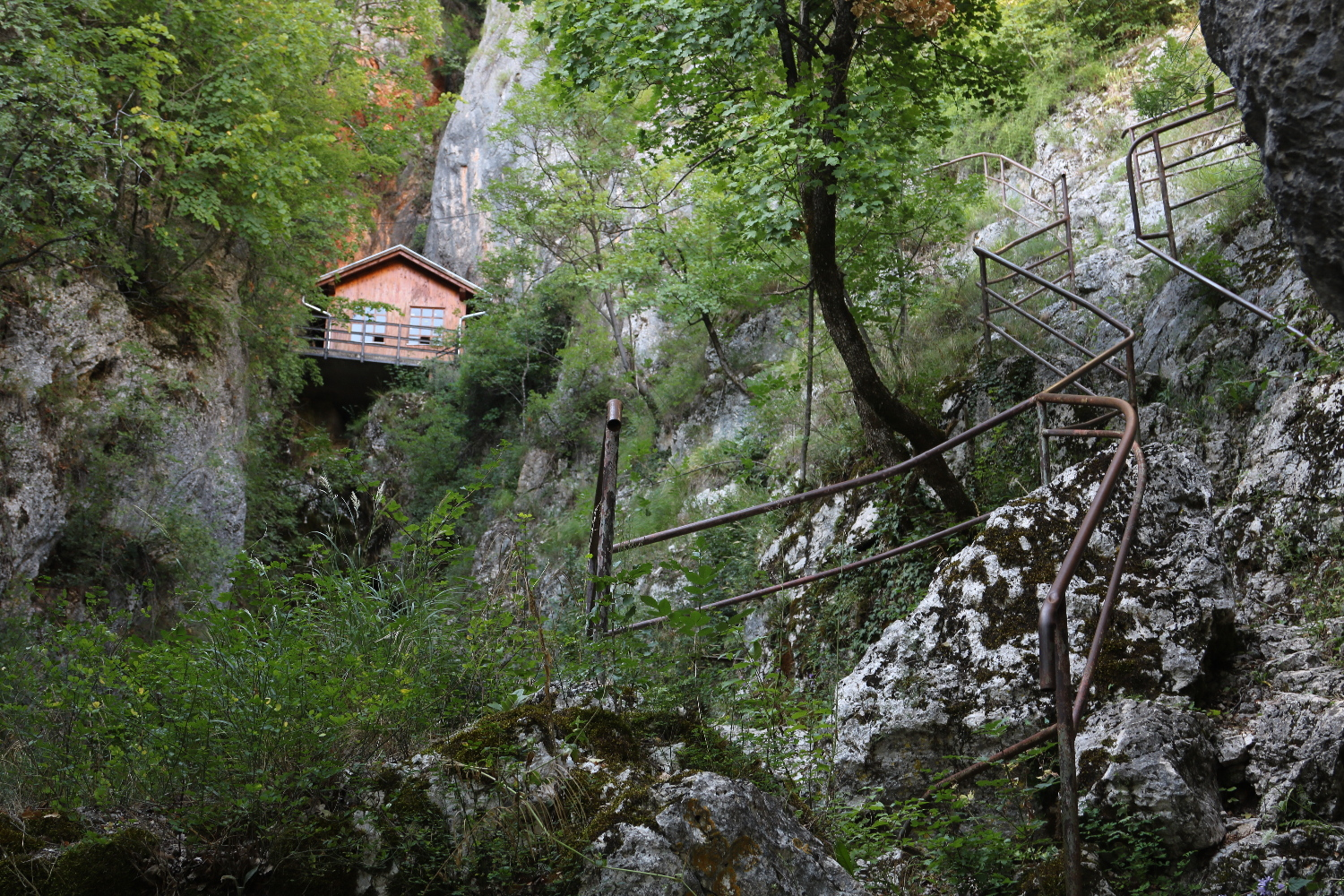
Quartel-general da caverna de Tito

Em 10 de abril, os Ustaše, alinhados com a Alemanha Nazista, declararam o Estado Independente da Croácia (NDH) e reivindicou como parte de seu território toda a área da Bósnia e Herzegovina. Em Drvar, isso resultou no início da presença do governo Ustaše, o movimento principal responsável pelo Holocausto da Segunda Guerra Mundial no Estado Independente da Croácia, no qual sérvios, judeus, ciganos, croatas e membros da resistência bósnia e oponentes políticos foram enviados para campos de concentração e mortos. No início, o contingente Ustaše em Drvar consistia na população croata residente em Drvar, mas logo foi reforçado por outros que vieram de fora de Drvar. 
Em junho de 1941, Ustaše prendeu um grande grupo de cidadãos proeminentes de Drvar e os levou para Risovac, perto de Bosanski Petrovac, onde foram torturados, mortos e jogados em um poço. Depois que os Ustaše aprisionaram todos os homens sérvios de Drvar durante junho e julho de 1941, eles começaram os preparativos para aprisionar e matar todos os sérvios de Drvar, independentemente de sua idade e sexo, incluindo todas as mulheres e crianças. 
As atividades genocidas dos Ustaše forçaram a população sérvia visada a organizar uma revolta conhecida como revolta de Drvar. Os rebeldes foram organizados nos destacamentos de guerrilha Kamenički, Javorje, Crljivičko-zaglavički, Boboljusko-cvjetnički, Trubarski, Mokronog e Tičevski e Grahovsko-resanovski (da área de Grahovo). 
Na história mais recente, Drvar é talvez mais famosa como o local de um ousado ataque aéreo em Drvar, codinome "Operação Rösselsprung", em 25 de maio de 1944, por invasores alemães nazistas, em uma tentativa de assassinar Tito. Tito, o principal comandante partisan, estava abrigado no quartel-general do Estado-Maior Partisan, no que hoje é chamado de "Caverna de Tito", nas colinas perto de Drvar, na época. 
Durante os 4 anos e 1 mês de guerra, Drvar ficou sob ocupação por apenas 390 dias. 767 civis Drvar foram mortos e apenas 13 casas de antes da guerra permaneceram de pé. Aproximadamente 93% da infraestrutura da cidade foi destruída, e a população de gado foi reduzida em mais de 80%. 
Drvar foi ocupada pela primeira vez pelo exército alemão em abril de 1941, seguido logo depois pelos italianos. Drvar continuou a enfrentar combates ferozes até meados de 1942, quando as últimas forças alemãs e italianas foram expulsas. Os alemães retornaram a Drvar em 1943 e deixaram a cidade em ruínas quando partiram. 
Durante o verão de 1941, os Chetniks expulsaram e mataram os civis croatas (principalmente católicos) na área de Drvar. O evento mais significativo foi o massacre de Trubar, um massacre de civis cometido pelos Chetniks em 27 de julho de 1941.  

### República Socialista Federativa da Iugoslávia
Nos anos que se seguiram à guerra, Drvar foi reconstruída, sua indústria madeireira foi restaurada e novas indústrias de metal, fabricação e carpetes foram desenvolvidas. Por fim, a eletricidade foi levada às aldeias mais distantes. Com o tempo, tornou-se um destino turístico atraindo aproximadamente 200.000 visitantes por ano, principalmente para a Caverna de Tito, e em 24 de novembro de 1981, Drvar mudou seu nome para Titov Drvar. 

### Guerra da Bósnia
Em setembro de 1995, Drvar, assim como alguns outros municípios, foi tomada pelas forças croatas, e a população sérvia fugiu. Muitos deles se mudaram para Banja Luka. Durante esse período, Drvar ficou quase deserta. Até 1995, Drvar era povoada quase inteiramente por sérvios-bósnios. Durante a Guerra da Bósnia, entre 1992 e 1995, Drvar foi controlada pelo que hoje é chamado de República Sérvia.
Em 3 de agosto de 1995, as Forças Armadas Croatas, com a ajuda dos croatas bósnios, começaram a bombardear Drvar, a partir da montanha Šator. Dois cidadãos de Drvar foram mortos e homens e mulheres mais velhos começaram a evacuar para Petrovac. Um dia depois, as forças armadas do Governo croata iniciaram a "Operação Tempestade", chamada pelo Enviado Especial da União Europeia para a ex-Jugoslávia, Carl Bildt, "a limpeza étnica mais eficiente que já vimos nos Balcãs",  na região "Dalmatinska zagora" da Croácia, e colunas de centenas de milhares de refugiados em carros, tratores, carroças e a pé começaram a passar por Drvar enquanto fugiam das suas casas na Croácia. O bombardeio das áreas periféricas de Drvar pelas forças do governo croata ocorreu novamente e continuou por dias.

#### Consequências
No final de 1995, após a assinatura do Acordo de Paz de Dayton, Drvar tornou-se parte da Federação da Bósnia e Herzegovina, após o que políticos croatas atraíram até 6.000 croatas bósnios, principalmente pessoas deslocadas da Bósnia central, para se mudarem para Drvar, prometendo coisas como empregos e chaves de casas vagas. Mais 2.500 soldados croatas do HVO e suas famílias estavam estacionados lá, ocupando também as casas de cidadãos sérvios da Bósnia deslocados.  Isso mudou drasticamente a população e, de 1995 a 1999, a população era majoritariamente croata.
Em 1996, um pequeno número de sérvios tentou retornar para suas casas, mas enfrentou assédio e discriminação por parte dos croatas. No entanto, continuaram a regressar, apesar dos saques e incêndios constantes nas suas casas, entre 1996 e 1998. 
Em 1998, a oposição croata ao retorno de cidadãos sérvios da Bósnia deslocados culminou em tumultos e assassinatos. Edifícios e casas foram incendiados, pessoal da Força-Tarefa Policial Internacional das Nações Unidas, pessoal da SFOR e o presidente da Câmara, Mile Marceta (eleito com votos de refugiados sérvios) foram atacados, e dois idosos sérvios deslocados que tinham regressado recentemente a Drvar foram assassinados.  
Grande parte dos danos causados à cidade de Drvar não ocorreu durante a guerra, mas durante sua ocupação subsequente por civis e militares croatas, quando as casas e empresas dos sérvios-bósnios deslocados que tentavam retornar a Drvar foram saqueadas e queimadas. O governo local e as empresas, as poucas que existem, são dominados pelos croatas, e os sérvios têm dificuldade em encontrar emprego.

### Atualidade

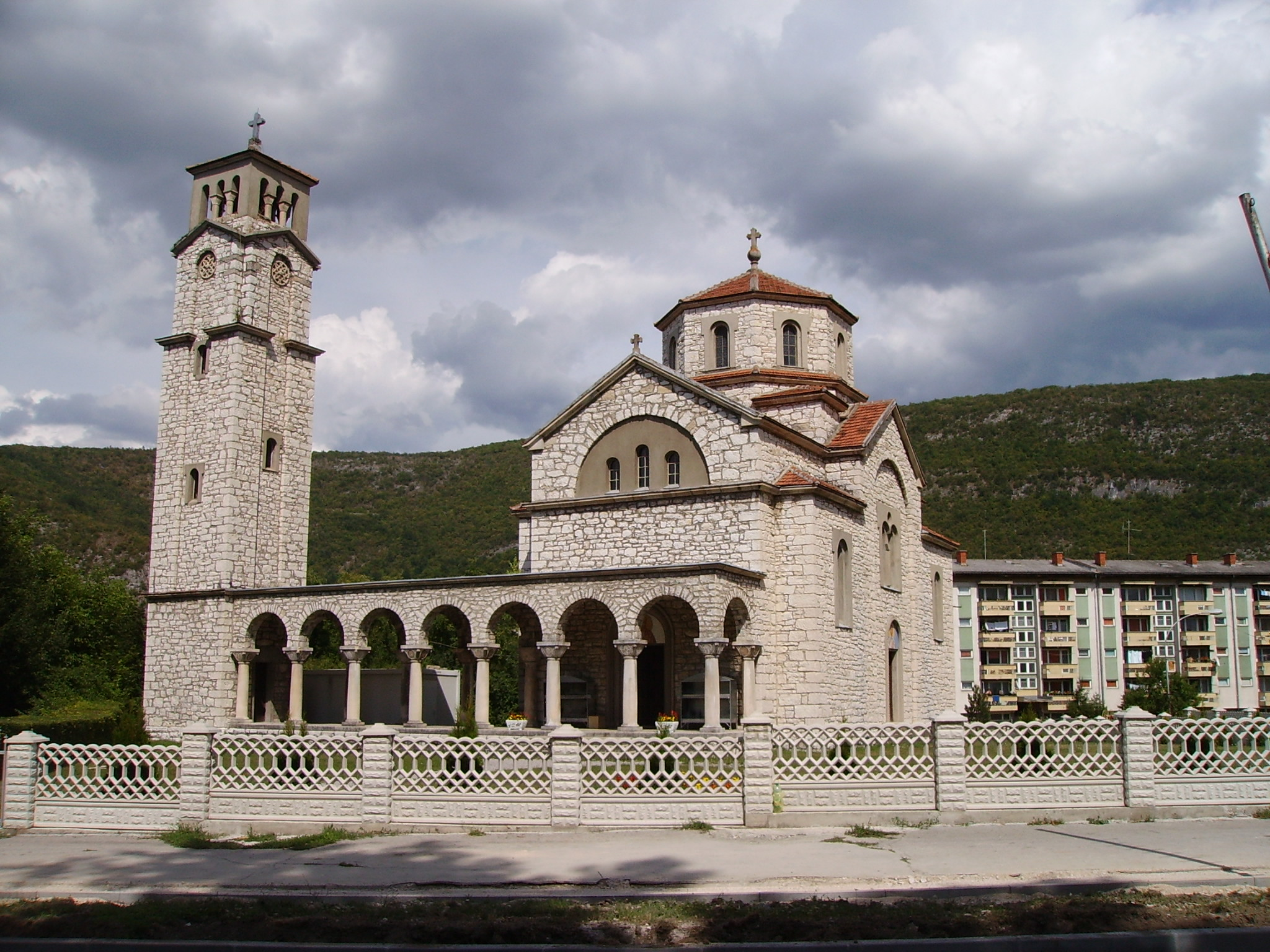
Igreja Ortodoxa Sérvia

Desde o fim da Guerra da Bósnia, cerca de 5.000 moradores sérvios da Bósnia retornaram a Drvar. No entanto, o desemprego na cidade é de 80% e muitos moradores culpam o governo da Federação da Bósnia e Herzegovina pela má situação económica.  
Em setembro de 2019, o Presidente da Sérvia Aleksandar Vučić fez uma visita oficial a Drvar, juntamente com o Membro Sérvio da Presidência da Bósnia e Herzegovina Milorad Dodik. 

## Assentamentos
Além da cidade de Drvar, os seguintes assentamentos compõem o município:
- Ataševac
- Bastasi
- Brda
- Bunčevac
- Drvar Selo
- Gruborski Naslon
- Kamenica
- Ljeskovica
- Mokronoge
- Motike
- Mrđe
- Podić
- Podovi
- Poljice
- Potoci
- Prekaja
- Šajinovac
- Šipovljani
- Trninić Brijeg
- Trubar
- Vidovo Selo
- Vrtoče
- Zaglavica
- Župa
- Župica

## Legado
"Desant na Drvar" é um filme feito sobre o ataque alemão a Drvar. Ainda há alguns locais na área, que foram intensamente disputados naquele período, que ainda parecem intocados pelo tempo. 
Pontos turísticos famosos incluem a "Caverna de Tito" e a chamada "Cidadela". No último local mencionado, pode-se encontrar um cemitério austro-húngaro (em muito mau estado) que pode conter um número desconhecido de soldados alemães enterrados após o ataque de 1944.  
Drvar também é famosa por sua rakija local, um tipo de conhaque de ameixa ou cranberry, originário da Sérvia, mas popular em todos os Bálcãs.

## Pessoas notáveis
- Saša Adamović, doutor em criptologia
- Andrea Arsović, atirador esportivo
- Marija Bursać, Herói Nacional da Iugoslávia
- Mika Bosnić, Herói Nacional
- Nikola Špirić, ex-primeiro-ministro da Bósnia e Herzegovina
- Ilija Kajtez, sociólogo, filósofo, educador, escritor e oficial aposentado
- Radomir Kovačević, medalhista olímpico no judô
- Dejan Matić, cantor
- Saša Matić, cantor
- Petar Pećanac, primeiro homem que escalou o Monte Everest da Bósnia Herzegovina e da Republika Srpska em 2007
- Milan Rodić, jogador de futebol profissional
- Mirko Srdić, músico